# Liparis anatina
Liparis anatina är en orkidéart som beskrevs av Dariusz Lucjan Szlachetko. Liparis anatina ingår i släktet gulyxnen, och familjen orkidéer. Inga underarter finns listade i Catalogue of Life.